# Густав IV Адольф
Густав IV Адольф (швед. Gustav IV Adolf; 1 ноября 1778 — 7 февраля 1837) — шведский король в 1792—1809 годах.

## Биография
Сын Густава III и Софии Магдалены Датской (1746—1813). Родился 1 ноября 1778 года в Стокгольме. Ходили слухи, поддерживавшиеся врагами Густава, что его фактическим отцом был фаворит короля шталмейстер граф Мунк. На трон вступил после гибели отца в 1792 году, однако до наступления совершеннолетия в 1796 году регентом при нём был его дядя герцог Карл Сёдерманландский.

### Правление
Король был убеждённым противником французского рационализма и идей Просвещения. При нём ужесточилась цензура, из Упсальского университета был уволен ряд профессоров-кантианцев, а также запрещены студенческие кружки.
От природы король был медлительным, малообщительным и высокомерным. Убийство его отца сделало его подозрительным и мрачным. Его идеалом была неограниченная власть русского императора. При нём в Швеции, как и при Павле I в России, вводится культ униформы.
В 1803 году на базе серебряного стандарта была стабилизирована шведская валюта, для чего королю пришлось заложить шведский Висмар прусскому королю.

#### Внешняя политика
Будучи враждебно настроен по отношению к французской революции, Густав IV Адольф ориентировал свою политику на Россию, надеясь с русской помощью получить Норвегию.
В 1795 году Густав Адольф был обручён с принцессой Луизой Шарлоттой Мекленбург-Шверинской, но в 1796 году под нажимом Екатерины II помолвка была расторгнута, и король отправился в Петербург, чтобы обвенчаться с внучкой императрицы Александрой. В качестве жениха Густаву Адольфу был оказан при русском дворе чрезвычайно почётный и любезный прием.
Больше всех хлопотал об этом браке фаворит императрицы Платон Зубов.
Составление брачного договора было поручено императрицей ему и Моркову. Вопреки обычной в подобных случаях перемене религии невестой, решено было добиться для княжны права формально не отрекаться от православия, и даже иметь в королевском дворце свою часовню и причт. Но так как не было уверенности, что король согласится на эти условия, то русские дипломаты решили прибегнуть к хитрости. Обручение было назначено Зубовым на 11 сентября. За час до начала церемонии брачный контракт был принесен королю для подписи, и тот впервые ознакомился со статьями относительно религии невесты. Несмотря на все уговоры как Зубова с Морковым, так и собственной свиты, Густав Адольф отказался принять письменное обязательство разрешить своей будущей супруге свободно исповедовать православную веру, ибо это противоречило бы шведской конституции.

Между тем двор и императрица в полном параде ожидали жениха. Отсутствие его, частые входы и выходы князя Зубова, нетерпение императрицы возбуждали любопытство иностранного дипломатического корпуса и придворных. Наконец Зубов вынужден был сообщить, что всё расстроилось. Он подошел к Екатерине, ожидавшей в присутствии всего двора, и на ухо прошептал ей несколько слов. Императрице сделалось дурно, и она почувствовала легкий удар — первый вестник её близкой кончины. 

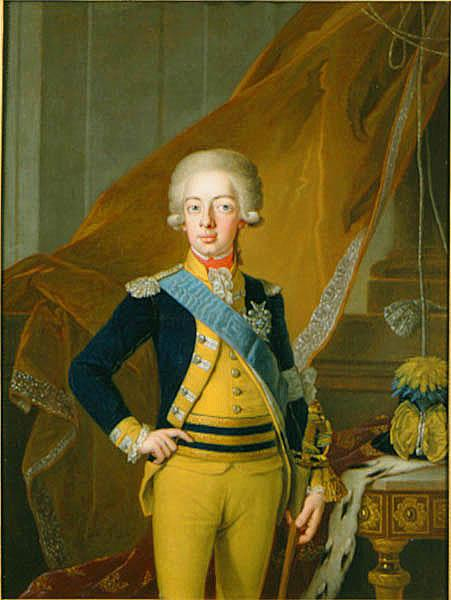
Портрет в возрасте 14 лет,1792 год

В 1799 году в Гатчине была заключена русско-шведская конвенция о взаимопомощи, секретная статья которой предусматривала участие Швеции в войне против Франции. Однако резкий разворот русской политики в сторону дружбы с первым консулом Франции Наполеоном не позволил Швеции вступить в войну с Францией.
В 1800 году король заключил в Петербурге антианглийскую конвенцию. Секретная статья соглашения обязывала Швецию вместе с Россией препятствовать проникновению английского флота в Балтийское море.
В 1801 году английский флот подверг бомбардировке Копенгаген и угрожал Карлскруне, однако новый российский император, Александр I, помирился с Англией, и Густав Адольф последовал его примеру, заключив с Англией в 1803 году торговый договор.
Король бурно отреагировал на расстрел герцога Энгиенского в марте 1804 г. В декабре он заключил договор с Англией о субсидиях, а в январе 1805 г. союзный договор с Россией. В октябре этого же года Швеция формально присоединилась к третьей антифранцузской коалиции.
Осенью 1805 года шведская армия была переправлена в Померанию, однако кампании 1805—1807 гг. закончились полной неудачей. Тем не менее, Густав Адольф активно участвовал в четвёртой коалиции и даже после Тильзитского мира (1807) не порвал с Англией, продолжив антифранцузскую политику.
Сделавшись союзником Наполеона, Россия обязалась заставить Швецию разорвать отношения с Англией и примкнуть к континентальной блокаде. Несмотря на продолжительные переговоры сделать этого не удалось, и в феврале 1808 года русские войска вступили в Финляндию. В марте войну Швеции объявили также Дания и Пруссия. Война закончилась полным поражением Швеции, и в сентябре 1809 года она была вынуждена заключить Фридрихсгамский мирный договор, по которому уступала России всю Финляндию.

#### Аграрная реформа
При Густаве Адольфе под влиянием аграрной реформы в Дании возник вопрос об ускоренной ликвидации общинного землепользования. Первое постановление о новой реформе — «эншифте» — было издано для Сконе в 1803 году, затем в 1807 году распространено на всю Швецию (за исключением Даларны и Норрланда).
Отныне любой отдельный собственник мог требовать от общины предоставления ему земли в одном месте. Помещики получили право проводить на своих землях межевание по своему усмотрению. В ответ на злоупотребления помещиков во многих местах вспыхнули крестьянские волнения.

### Переворот

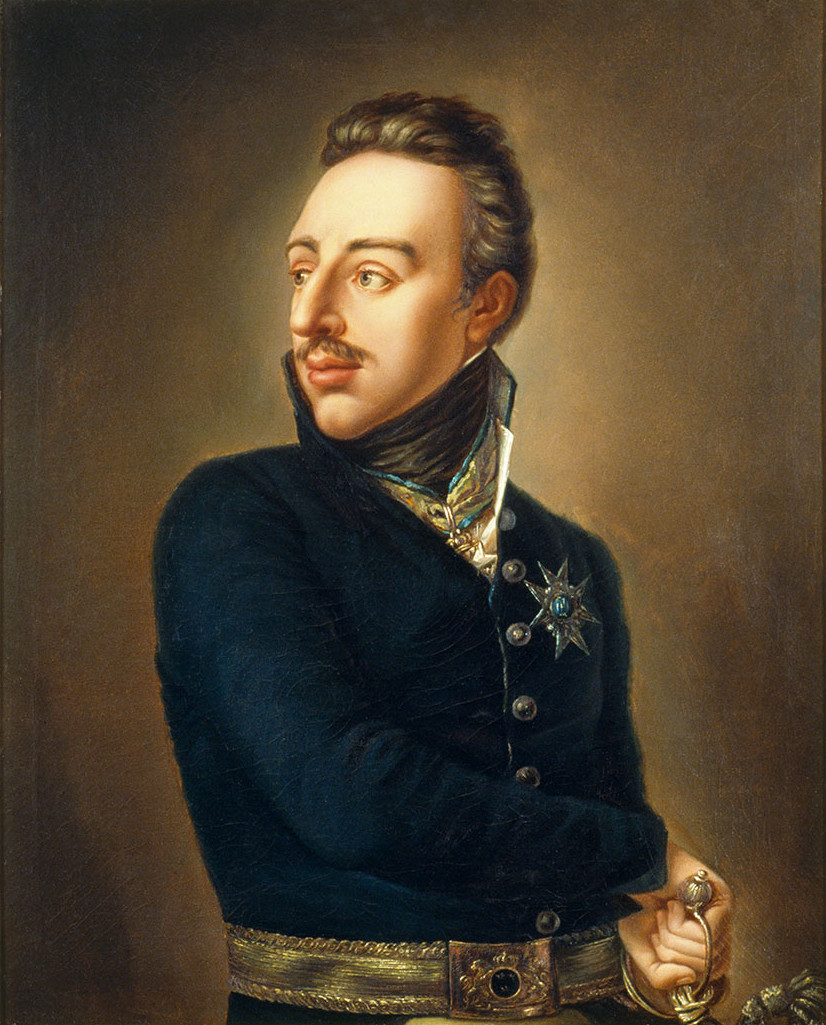
Густав Адольф в 1809 году

В ходе войны Густав Адольф, несмотря на неудачи, упорно отказывался от заключения мира и созыва риксдага. Он самолично ввёл непопулярный военный налог и к тому же оскорбил 120 гвардейских офицеров из знатнейших семей, разжаловав их в армейские офицеры за трусость на поле боя. В окружении короля зрела мысль об отрешении его от власти.
Зимой 1808—1809 гг. оппозиционные группировки начали разрабатывать план по свержению Густава Адольфа и ликвидации абсолютистской формы правления. В заговоре участвовали высшие офицеры и чиновники. Во главе них стояли генерал-адъютант К. Ю. Адлеркрейц, подполковник Г. Адлерспарре и чиновник судебного ведомства Х. Йерта.
Пообещав датскому командующему, принцу Кристиану Августенбургскому, титул наследника шведского престола, Адлерспарре заключил с ним соглашение о временном прекращении огня и двинулся с частью войск на Стокгольм. 13 марта 1809 года он с группой офицеров ворвался в покои короля и взял его под стражу. Его сначала отвезли в Дроттнингхольм, но после неудавшейся попытки побега он был отправлен в замок Грипсхольм.
Желая сохранить корону за сыном, король 29 марта отрёкся от престола, однако 10 мая риксдаг объявил, что он и все его потомки лишаются права занимать шведский престол. Ему было оставлено его собственное состояние и назначена пожизненная рента.
В декабре 1809 года королевская семья выехала в Германию.

### После отречения
После отъезда за границу Густав Адольф вёл бродячую жизнь. Взяв себе имя полковника Густавссона, он по большей части жил в Германии и Швейцарии. В 1812 году он развёлся с женой.
Умер бывший король 7 февраля 1837 года в швейцарском городке Санкт-Галлен. Останки его в 1884 году были перезахоронены в Риддархольмской церкви в Стокгольме.

## Семья
С 1797 по 1812 год был женат на Фредерике Доротее Вильгельмине Баденской (1781—1826), дочери Карла Людвига Баденского и Амалии Гессен-Дармштадтской, младшей сестре русской императрицы Елизаветы Алексеевны. Имел от неё двух сыновей и трёх дочерей:
- Густав (1799—1877) — в 1830 году женился на своей двоюродной сестре Луизе Амалии Баденской;
- София Вильгельмина (1801—1865) — супруга великого герцога Леопольда Баденского;
- Карл Густав (1802—1805);
- Амалия Мария Шарлотта (1805—1853) — не замужем;
- Сесилия (1807—1844) — супруга великого герцога Фридриха Августа I Ольденбургского.

Родословная

## Награды
- Орден Серафимов (01.11.1778)
- Орден Полярной звезды, большой крест
- Орден Меча, большой крест
- Орден Вазы, большой крест
- Датский Орден Слона
- Прусский Орден Чёрного орла
- Русский Орден Святого апостола Андрея Первозванного (11.07.1779, исключен из списков 09.11.1808)
- Русский Орден Святого Александра Невского (11.07.1779, исключен из списков 09.11.1808)

После заключения Тильзитского мира отослал оба русских ордена императору Александру I, не желая носить ордена, которыми был награждён Наполеон.

## В культуре
События, которые привели к рождению Густава IV, показаны в художественном телефильме «Брак короля Густава III» (2001).